# Ония I
Ония I, также Ониас или Оний (др.-евр. חוניו‬; др.-греч. Όνίας; лат. Onias), — иудейский первосвященник в Иерусалиме с 323 по 300 год до н. э., во времена Второго Храма. Ветхозаветный персонаж.

## Биография
Сын Иаддуя, упомянутого в Библии у Нехемии (Нех. 12:11). По словам Иосифа Флавия (Древ., XI, 18, § 7), Иаддуй был современником Александра Македонского, но по Первой книге Маккавейской (1Мак. 12:7, 8, 20), он был современником спартанского царя Арея (309—265 годы до н. э.).
При Онии I, вероятно, было посольство от спартанцев, которым они уведомляли иудеев об их братском союзе с ними, на основании их общего происхождения от Авраама (2Мак. 12:19—23).

Ещё прежде от Дария [Арея], царствовавшего у вас, присланы были к первосвященнику Онии письма, что вы — братья наши, как показывает список.
И принял Ония посланного мужа с честью, и получил письма, в которых ясно говорилось о союзе и дружбе.— 1Мак. 12:7, 8

Вот и список писем, которые прислал Дарий [Арей]:

"Царь Спартанский Онии первосвященнику — радоваться.
Найдено в писании о Спартанцах и Иудеях, что они — братья и от рода Авраамова.— 1Мак. 12:19—21

### Отцовство
Симон I Праведный, которого так превозносит Сирах I и еврейские предания, вероятно, и был сыном Онии I, хотя еврейский текст считает его сыном Ионатана; за сына Онии I его выдает греческий текст Ветхого Завета.